# Młyn w Wieruszowie
Młyn w Wieruszowie (także Młyn "Pasternik") – młyn wodny zbożowy nad Prosną wybudowany w latach 1928-1934, znajdujący się w Wieruszowie, w województwie łódzkim.

## Historia miejsca
Młyny wodne nad Prosną w tej lokalizacji istniały od niepamiętnych czasów. W XIX w. w pobliżu obecnie istniejącego młyna funkcjonował młyn wodny, który został doszczętnie zniszczony przez powódź przed I wojną światową.

## Obecny młyn
W okresie międzywojennym wybudowano nowy młyn: budynek dwupiętrowy, murowany, z dachem jednospadowym krytym papą oraz betonowym, zadaszonym podjazdem. Budowa młyna trwała kilka lat (1928-1934). Był poruszany turbiną wodną. Początkowo był wyposażony w 4 pary walców, następnie (do 1939) ich liczba wzrosła do 8 par. Posiadał nowoczesne maszyny czyszczące (szczotkową i szmerglową) oraz betonowe urządzenia wodne (jaz, 4 upusty i 5 zastawek), a także 4 perlaki. W 1956 r. został upaństwowiony. W 2024 r. jest nieczynny.